# Fünf Jahre und ein Tag danach
Fünf Jahre und ein Tag danach (Originaltitel: Tumbling Tumbleweeds) ist ein US-amerikanischer Western aus dem Jahr 1935 von Joseph Kane mit Gene Autry und Smiley Burnette in den Hauptrollen. Das Drehbuch basiert auf einer Originalstory von Alan Ludwig.

## Handlung
Gene Autrys Vater, ein Viehbaron, ist einer von vielen Landpächtern im Westen. Er wird jedoch ermordet, als er einen Konflikt mit seinem Vermieter hat. Gene kehrt nach fünfjähriger Abwesenheit als Sänger mit einer Gruppe von Wanderschauspielern zurück, zu denen Smiley und Eightball gehören, die Dr. Parkers schmerzloses Allheilmittel verkaufen. In einer verlassenen Hütte wird die Gruppe von Harry Brooks aufgehalten, den Gene als seinen alten Freund erkennt. Harry, verwundet und halb wahnsinnig, bringt Gene dazu, ihn vor der von Sheriff Manley angeführten Truppe zu verstecken. Manleys Deputy kehrt später zurück und versucht, Harry zu erschießen, aber Gene jagt ihn weg. 
In der Stadt meldet sich der Deputy bei Barney Craven, dem Anführer einer Bande, die versucht, Harry zum Schweigen zu bringen. Gene und seine Freunde planen unterdessen einen Auftritt in der Stadt, der jedoch von Cravens Männern unterbrochen wird, die berichten, dass Harry wegen des Mordes an Genes Vater gesucht wird. Gene eilt zu Harrys Haus, stellt seine frühere Geliebte Janet, jetzt Harrys Frau, zur Rede und trifft Janets jüngere Schwester Jerry, die er nur als Mädchen gekannt hatte. Sie versichern Gene Harrys Unschuld und enthüllen, dass Harry und Genes Vater im Begriff waren, eine Einigung über umstrittene Wasserrechte zu unterzeichnen. Gene, der nun Craven gegenüber misstrauisch ist, nimmt Craven, den Deputy, und ihre Kumpane mit einer Reihe cleverer Tricks gefangen, die sie ins Gefängnis bringen und Harry damit rehabilitieren. Gene und Jerry heiraten und schließen sich Smiley und Eightball an, die auf einem Wagen abreisen.

## Hintergrund
Gedreht wurde der Film ab Anfang Juli 1935 in den Mascot-Studios in Hollywood.
Der Film war der erste Spielfilm, in dem der Radiostar Gene Autry eine Hauptrolle spielte. Eine Pressemeldung erwähnte, dass einige Szenen vor Ort in Victorville in Kalifornien gedreht wurden.
Verantwortliche Toningenieure waren Roy Granville und Terry Kellum. Joseph H. Lewis überwachte die Schnittfassung.

## Musik
Folgende Songs wurden im Film gespielt:
- Tumbling Tumbleweeds von Bob Nolan
- I'll Yodel My Troubles Away und The Old Covered Wagon von Gene Autry und Smiley Burdette
- That Silver Haired Daddy of Mine und Ridin’ Down the Canyon, When the Desert Sun Goes Down von Gene Autry
- Cowboy Medicine Show und Corn-fed and Rusty von Smiley Burdette

## Veröffentlichung
Die Premiere des Films fand am 5. September 1935 statt. In der Bundesrepublik Deutschland wurde er am 30. April 1989 im deutschen Fernsehen ausgestrahlt.

## Kritiken
Das Lexikon des internationalen Films schrieb: „Erster Film aus einer Reihe billig produzierter Western um den singenden Helden Gene Autry, der drei Lieder zum besten gibt; schnell gedreht und auch als Trivialfilm wenig überzeugend.“